# 梛原憲治
梛原 憲治（なぎはら けんじ、1949年2月20日 - ）は、日本の銀行家。豊和銀行代表取締役頭取。整理回収機構出身。

## 来歴・人物
1971年、九州大学経済学部卒業。2000年に整理回収機構に入社する。
2006年7月に整理回収機構から武内雅生とともに、豊和銀行に入行し、同年9月に代表取締役専務になった武内とともに、水田敬明の後任として代表取締役頭取に就任。
2009年に頭取を安藤英徳に譲って、武内とともに豊和銀行の取締役を退任し、相談役となる。

## 経歴
- 1971年:九州大学経済学部卒業。
- 2000年2月:株式会社整理回収機構入社、第八事業部東京支店長。
- 2006年6月:　同執行役員東京業務第三部長。
- 2006年7月:　株式会社豊和銀行に顧問として入行。
- 2006年9月:　同行の臨時株主総会にて代表取締役頭取就任。

- 2009年6月:同行代表取締役頭取を退任。